# 钝叶楼梯草
钝叶楼梯草（学名：Elatostema obtusum）为荨麻科楼梯草属的植物。分布于尼泊尔、不丹、锡金、印度以及中国大陆的湖南、湖北、陕西、甘肃、云南、四川、西藏等地，生长于海拔1,500米至3,000米的地区，一般生长在山地林下、沟边及石上，目前尚未由人工引种栽培。

## 异名
- Elatostema obtusum Wedd. var. glabrescens W. T. Wang
- Pellionia trilobulata Hayata